# 스테이시 키넌
스테이시 키넌(Staci Keanan, 1975년 6월 6일 ~ )은 미국의 텔레비전 배우, 영화배우, 모델, 연극 배우이다.

## 영화
- 홀리맨 언더커버 (2010년) - 카멘 역
- 유 어게인 (2010년)
- 어디에도 없는 영화 (1997년)
- 다운힐 윌리 (1995년)
- 스텝 바이 스텝 (1991년)
- 위험한 장난 (1990년)